# دهستان آجرلوی غربی
دهستان آجرلوی غربی، یکی از دهستان‌های بخش نختالو شهرستان باروق در استان آذربایجان غربی ایران است. مرکز این دهستان، روستای قوروقچی است.

## جمعیت
بر پایه سرشماری عمومی نفوس و مسکن در سال ۱۳۹۵، جمعیت دهستان آجرلوی غربی برابر با ۲٬۷۶۹ نفر بوده است.